# Levande på Nya Bacchi
Levande på nya Bacchi är en krogshow som gjordes 1974 på Bacchi Wapen med Magnus Härenstam och Brasse Brännström (Magnus och Brasse).

## Sketcher
Sketcher och låtar är, om inget annat anges, skrivna av Brasse Brännström och Magnus Härenstam
- Goddag goddag (Brasse Brännström)
- Vattnet nästan renat
- Charmlåten (Fred J. Coots, Benny Davis, Bosse Carlgren)
- Verkmästar'n i magen (Magnus Härenstam)
- Munspelet (Brasse Brännström)
- Limerickar 1
- Limerickar 2
- Pensionärerna
- Backhoppar'n (Magnus Härenstam)
- Tajta jeans (Meredith Willson, Bosse Carlgren, Brasse Brännström, Magnus Härenstam)

## Medverkande musiker
- Nicke Wöhrmann - Gitarr
- Jan Bergnér - Bas
- Björn Ågeryd - Trummor